# Maulbeerinsel
Die Maulbeerinsel entstand mit dem Bau des 1927 eröffneten Neckarkanals Feudenheim. Sie liegt zwischen diesem und dem Altneckar auf Mannheimer Gemarkung. Das Naturschutzgebiet ist Teil des Natur- und Landschaftsschutzgebiets Unterer Neckar.
Der westliche Teil der Insel von der Riedbahnbrücke flussabwärts ist seit 1986 als Naturschutzgebiet ausgewiesen. Das 10,3 Hektar große Areal ist Teil des Natur- und Landschaftsschutzgebiets Unterer Neckar Heidelberg-Mannheim, das sich von Heidelberg bis Mannheim in sechs Gebiete gliedert. Der Neckar ist in diesem Bereich durch eine starke agrokulturelle und technisch-industrielle Nutzung und die damit einhergehenden Veränderungen gekennzeichnet. Schutzzweck ist die Erhaltung und Förderung der flusstypischen Fauna und Flora und auf der Maulbeerinsel im Besonderen die Sicherung des Restbestandes einer Pflanzung des Weißen Maulbeerbaumes (Morus alba). Diese wurde von Großherzogin Stephanie von Baden 1819 angelegt, die damit die Seidenraupenzucht (Bombyx mori) wiederbeleben wollte, die bereits seit 1690 von den Pfälzer Kurfürsten gefördert worden war.